# Швец, Марк Васильевич
Марк Васи́льевич Швец (эст. Mark Švets; 1 октября 1976, Таллин) — эстонский футболист, полузащитник. Выступал за национальную сборную Эстонии.

## Карьера
Марк начал заниматься футболом в 1993 году в таллинском клубе «Садам». В 1999 году по инициативе исландского тренера Тейтура Тордарссона, который в тот момент руководил национальной сборной и «Флорой», подписал контракт с таллинским клубом. В 2000 году права на футболиста принадлежали таллинской «Флоре», но он играл за её фарм-клуб «Тулевик». Летом того же года президент «Флоры» Айвар Похлак говорил о том, что им интересовался «Анжи», в декабре 2000 он вместе с товарищем по сборной Томасом Тохвером, но клубу так и не подошли. Марк Швец с 2004 по 2007 выступал в российских клубах Первого дивизиона. В 2008 году подписал годичный контракт с белорусским клубом «Сморгонь». В 2009 году игрок «Курессааре».

## Национальная сборная
После того, как сборную возглавил Тордарссон, Швеца постоянно приглашали в команду. После Тордарссона с «Флорой» и сборной работал местный специалист Тармо Рюйтли, с которым Швец приглашался реже. После того, как сборную возглавил нидерландский тренер Арно Пайперс, вновь регулярно вызывался в сборную. С 1998 по 2001 годы провёл 15 матчей, отличившись единожды.